# Сибуя, Минору
Минору Сибуя (яп. 渋谷実 Сибуя Минору, 2 января 1907, Токио, Япония — 20 декабря 1980) — японский кинорежиссёр и сценарист. Стажировался у таких известных мастеров экрана, как Кёхико Усихара, Микио Нарусэ и Хэйноскэ Госё. В период между 1937 и 1966 годами поставил 50 фильмов и был наряду с Ясудзиро Одзу и Кэйсукэ Киноситой одним из признанных мастеров кинокомпании «Сётику». В своём творчестве обращался к социальным драмам, комедиям и мелодрамам, характерным для «Сётику», сосредоточив своё внимание на простых людях и их повседневных заботах. Работы Сибуя характеризуют трезвый, реалистичный, вместе с тем сатиричный, а порой и злобно-саркастичный взгляд на японское общество послевоенного периода.

## Биография

### Ранние годы
Минору Катаяма (его настоящее имя) родился в токийском квартале Асакуса, ныне входящем в специальный район Тайто. После окончания средней школы поступил учиться на филологический факультет Университета Кэйо, где изучал английскую литературу. Незадолго до окончания учёбы у Минору начались сильные боли в грудной клетке, из-за чего он был госпитализирован в клинику города Нумадзу (префектура Сидзуока). После выздоровления, так и не получив диплома, заинтересовавшийся кинематографом юноша стал частенько наведываться на студию «Камата» киноконцерна «Сётику» в надежде получить хоть какую-то работу. Познакомился на киностудии с известнейшим в то время режиссёром Кёхико Усихарой, став его учеником, а в конечном итоге в 1930 году был принят на работу помощником режиссёра. Ассистировал Микио Нарусэ на поставленных им кинолентах «Еженощные сны» (1933) и «Улица без конца» (1934). Затем был помощником у популярного мастера бытовых драм и комедий Хэйноскэ Госё на съёмках фильмов «Бремя жизни» (1935), «Новый путь» и «Женщина ночи» (два последних — 1936). Поработал он и с выдающимся Ясудзиро Одзу, ассистируя ему на съёмках картины «Что забыла дама?» (1937). В 1936 году компания «Сётику» закрыла студию «Камата» и все сотрудники, в том числе и Сибуя перешли работать в новообразованную студию «Офуна», принадлежащую всё той же «Сётику».

### Карьера в кино
Дебютировал в самостоятельной режиссуре в 1937 году, начав с бытовых мелодрам о проблемах воспитания детей. Его первые картины «Не говори своей жене» (1937), «Мама выходит замуж» (1937), «Мать и дочь» (1938) заслуженно принесли ему большой успех. Фильмы эти относились к типу подслащённых семейных драм в «духе студии Офуна», но в них ощущалась свежесть и чистота. Поэтому дебют молодого Сибуя вызвал шумное одобрение прессы. Критики журнала «Кинэма Дзюмпо» поставили его ленту «Мать и дочь» на третье место в числе лучших фильмов 1938 года. Благосклонные критики причислили Сибуя к числу перспективных молодых дарований наряду с Кодзабуро Ёсимурой и Кэнкити Харой. Исследование моральных дилемм в ранних работах Сибуя выгодно отличало его от Ясудзиро Симадзу, признанного мэтра «Сётику», однако в эти годы находившемуся уже на закате своей карьеры. И всё же некоторые из его последующих работ раннего периода были встречены довольно прохладно.
В связи со спадом производства в военные годы, Сибуя, как и многие из его коллег в период малокартинья оказался не у дел и в 1943 году был мобилизован в действующую армию. Служил в Китае (Шанхай, Нанкин, Гонконг и Гуандун). Под конец войны работал в отделе новостей в Гуанчжоу. После нескольких месяцев, проведённых в лагере для интернированных, в апреле 1946 вернулся на родину.
Его первый послевоенный фильм «Пламя любви» (1947) рассказывал о супружеской размолвке и желании развода. Съёмки этого проекта сопровождались грандиозным скандалом. Сибуя внёс значительные изменения в непонравившийся ему сценарий, что в свою очередь вызвало трения между ним и автором. Сценарист Эйдзиро Хисаита подал на режиссёра в суд. И хотя в результате этой свары в титрах сценаристом записан Минору Сибуя, а Хисаита лишь как автор идеи сюжета, но в последующие годы за режиссёром закрепилась слава скандалиста. В начале послевоенного периода Сибуя сделал несколько актуальных проблемных картин «Переполох» (1950), «Школа свободы» (1951), «Сегодня приёма нет» и «Современный человек» (оба — 1952), «Вверх тормашками» (1953), «Орден» (1954) и др., в которых непривычно сочетались послевоенные проблемы японского общества с социальной сатирой. Обращение к сатире в фильмах Сибуя того периода было не случайным, ибо он восхищался комедиями товарища по студии Юдзо Кавасимы. И всё же  в его работах было более ощутимо влияние Одзу и Госё, а в дальнейшем сохранял верность стилю «Сётику». Разумеется, и сам он принимал участие в выработке этого стиля. Вот мнение известного японского критика и историка кино Акиры Ивасаки:

По своему мастерству Сибуя первоклассный режиссёр. Его фильмы отличаются красивой композицией, плавным темпом, энергичным монтажом. В картинах Сибуя всегда можно обнаружить несколько кусков, поражающих ярким рисунком. Иногда даже дух захватывает от того, насколько превосходна в них режиссёрская работа.

Большой успех имели фильмы «Посёлок безумных» (1957), посвящённый изучению непростых взаимоотношений между жителями крошечной сельской общины и «Модзу» (1961), горькой мелодрамы о матери и дочери, воссоединившихся после двадцатилетней разлуки. Сибуя с равным успехом снимал комедии и мелодрамы, оставив свой след в японском кино как ироничный, но сострадательный летописец трудностей послевоенного периода.
В 1965 году именно Сибуя стал тем режиссером, который завершил после смерти Одзу его последний незаконченный проект «Репы и морковки». В 1966 году Сибуя ушёл из большого кино на телевидение, где вплоть до 1977 года снимал сериалы. Минору Сибуя умер в 1980 году не дожив две недели до 74 лет.
Сибуя не очень хорошо известен за пределами Японии. Киновед Александр Джейкоби объясняет это тем, что главный популяризатор японского кино на Западе, американец Дональд Ричи недолюбливал режиссёра и был весьма критичен в своих книгах о его творчестве. Но его ценят и любят в родной Японии, где один из виднейших историков кино Акира Ивасаки оценил Минору Сибуя как первоклассного режиссёра и счёл его весьма значимой фигурой в истории развития национальной кинематографии. В 2011 году началось запоздалое открытие наследия режиссёра европейской публикой. В рамках 61-го Берлинского международного кинофестиваля, проходившего с 10 по 20 февраля, была показана мини-ретроспектива из 8 его работ. Программа настолько восхитила присутствовавшую на просмотрах публику, что дирекции киносмотра пришлось договариваться с японскими организаторами о повторном показе. Наконец, после щедрого согласия японцев, уже после окончания Берлинского киносмотра, с 23 по 28 февраля ретроспективу повторили в берлинском зале Arsenal, находящемся в ведении Берлинского института кино и видеоискусства.

## Фильмография
| Фильмография режиссёрских работ Минору Сибуя | Фильмография режиссёрских работ Минору Сибуя                            | Фильмография режиссёрских работ Минору Сибуя | Фильмография режиссёрских работ Минору Сибуя | Фильмография режиссёрских работ Минору Сибуя      | Фильмография режиссёрских работ Минору Сибуя                                                                      |
| Год                                          | Название по-русски                                                      | Оригинальное название                        | Название на ромадзи                          | Английское название в международном прокате       | Исполнители главных ролей                                                                                         |
| -------------------------------------------- | ----------------------------------------------------------------------- | -------------------------------------------- | -------------------------------------------- | ------------------------------------------------- | --- |
| 1930-е годы                                  |                                                                         |                                              |                                              |                                                   | |
| 1937                                         | «Не говори своей жене»                                                  | 奥様に知らすべからず                         | Okusama ni shirasu bekarazu                  | Don't Tell Your Wife                              | Тацуо Сайто, Такэси Сакамото, Мицуко Ёсикава, Мицуко Мито, Тисю Рю                                                |
| 1937                                         | «Мама выходит замуж»                                                    | ママの縁談                                   | Mama no endan                                | Mother's Proposal                                 | Кунико Миякэ, Тацуо Сайто, Миэко Такаминэ                                                                         |
| 1938                                         | «Поющая дочь» («Энергичная молодая девушка»)                            | 鼻唄お嬢さん                                 | Hanauta ojōsan                               | Humming Young Miss                                | Кинуё Танака, Кунико Миякэ, Тацуо Сайто                                                                           |
| 1938                                         | «Мать и дочь»                                                           | 母と子                                       | Haha to ko                                   | Mother and Child                                  | Кинуё Танака, Мицуко Ёсикава, Син Сабури, Мицуко Мито, Тацуо Сайто                                                |
| 1938                                         | «Если б только в нашем доме была мать»                                  | わが家に母あれ                               | Wagaya ni hahaare                            | If Only Our House Had a Mother                    | Ёсико Цубоути, Мицуко Миура, Такэси Сакамото, Мицуко Ёсикава                                                      |
| 1939                                         | «Южный ветер»                                                           | 南風                                         | Minamikaze                                   | South Wind                                        | Кинуё Танака, Син Сабури, Тисю Рю, Мицуко Мито                                                                    |
| 1939                                         | «Новое семейство»                                                       | 新しき家族                                   | Atarashiki kazoku                            | New Family                                        | Тацуо Сайто, Син Сабури, Мицуко Ёсикава, Тисю Рю, Такэси Сакамото                                                 |
| 1939                                         | «Лиса» (к/м)                                                            | 狐                                           | Kitsune                                      | Fox                                               | Тацуо Сайто, Фумико Окамура, Мицуко Мито, Синъити Химори                                                          |
| 1940-е годы                                  |                                                                         |                                              |                                              |                                                   | |
| 1940                                         | «Женское решение: Часть I. Цветок чистой любви»                         | 女性の覚悟 第一部 純情の花                   | Josei no kakugo daiichibu junjō no hana      | Woman's Resolution: Part One: Flower of Pure Love | Митико Кувано, Мицуко Миура, Кинуё Танака, Кунико Миякэ, Миэко Такаминэ, Син Сабури                               |
| 1940                                         | «Женское решение: Часть II. Песня жертвы»                               | 女性の覚悟 第二部 犠牲の歌                   | Josei no kakugo dainibu gisei no uta         | Woman's Resolution: Part Two: Song of Sacrifice   | Митико Кувано, Мицуко Миура, Кинуё Танака, Кунико Миякэ, Миэко Такаминэ, Син Сабури                               |
| 1941                                         | «Токийская таможня»                                                     | 東京の風俗                                   | Tōkyō no fūzoku                              | Customs of Tokyo                                  | Рэйкити Кавамура, Тёко Иида, Митиё Когурэ, Синъити Химори                                                         |
| 1941                                         | «Десять дней жизни»                                                     | 十日間の人生                                 | Tōkakan no jinsei                            | Ten Days of Life                                  | Масао Иноуэ, Кинуё Танака, Мицуко Мито, Тацуо Сайто, Тисю Рю, Тёко Иида                                           |
| 1941                                         | «Страна вишнёвых деревьев»                                              | 桜の国                                       | Sakura no kuni                               | Cherry-Tree Country                               | Кэн Уэхара, Миэко Такаминэ, Мицуко Мито, Тисю Рю, Тацуо Сайто, Мицуко Ёсикава                                     |
| 1942                                         | «Семья»                                                                 | 家族                                         | Kazoku                                       | Family                                            | Рэйкити Кавамура, Син Сабури, Кунико Миякэ, Кинуё Танака, Мицуко Миура                                            |
| 1942                                         | «Какая-то женщина» («Жила одна женщина»)                                | 或る女                                       | Aru onna                                     | A Certain Woman / Some Woman                      | Кинуё Танака, Сюдзи Сано, Митиё Когурэ, Тацуо Сайто, Такэси Сакамото, Тёко Иида, Мицуко Ёсикава, Рэйкити Кавамура |
| 1942                                         | «Разгневанный призрак»                                                  | 幽霊大いに怒る                               | Yūrei ōini okoru                             | The Ghost Gets Very Angry                         | Син Сабури, Тацуо Сайто, Такэси Сакамото, Мицуко Ёсикава, Миэко Такаминэ, Тёко Иида, Мицуко Миура                 |
| 1943                                         | «Воздушный налёт противника» (сорежиссёры — Нормуа Косё, Мисао Ёсимура) | 敵機空襲                                     | Tekiki kûshû                                 | Enemy Air Raid                                    | Кэн Уэхара, Кинуё Танака, Миэко Такаминэ, Рэйкити Кавамура                                                        |
| 1943                                         | «Мужчина средних лет» (сорежиссёр — Кэнкити Хара)                       | をぢさん                                     | Ojisan                                       | Middle-Aged Man                                   | Рэйкити Кавамура, Такэси Сакамото, Тёко Иида, Митико Кувано                                                       |
| 1947                                         | «Пламя любви»                                                           | 情炎                                         | Jōen                                         | Passion ﬁre                                       | Сюдзи Сано, Мицуко Мито, Миэко Такаминэ, Харуко Сугимура, Тисю Рю                                                 |
| 1947                                         | «Юная госпожа уходит прочь»                                             | 飛び出したお嬢さん                           | Tobidashita ojosan                           | The Young Miss Who Got Away                       | Мицуко Миура, Мицуко Мито, Кэн Уэхара, Тёко Иида                                                                  |
| 1948                                         | «Представление»                                                         | 受胎                                         | Jutai                                        | Conception                                        | Акико Тамура, Миэко Такаминэ, Масаюки Мори                                                                        |
| 1948                                         | «Четвёртая леди»                                                        | 四人目の淑女                                 | Shi hitome no shukujo                        | The Fourth Lady                                   | Масаюки Мори, Юрико Хамада, Юмэдзи Цукиока, Митиё Когурэ, Мицуко Миура                                            |
| 1949                                         | «Следы губной помады»                                                   | 朱唇いまだ消えず                             | Shushin imada kiezu                          | Traces of Rouge                                   | Санаэ Такасуги, Син Сабури, Ёсико Куга, Кэйдзи Сада                                                               |
| 1949                                         | «Лица цветов»                                                           | 花の素顔                                     | Hana no sugao                                | Naked Face of a Flower                            | Митиё Когурэ, Кэйко Орихара, Син Сабури, Эйдзи Окада                                                              |
| 1950-е годы                                  |                                                                         |                                              |                                              |                                                   | |
| 1950                                         | «Первая любовь: вопросы и ответы»                                       | 初恋問答                                     | Hatsukoi mondō                               | First Love: Questions and Answers                 | Ёсико Ямагути, Син Сабури, Сюдзи Сано                                                                             |
| 1950                                         | «Переполох»                                                             | てんやわんや                                 | Tenya wanya                                  | Crazy Uproar                                      | Сюдзи Сано, Тикагэ Авасимэ, Такаси Симура, Кодзи Цурута                                                           |
| 1951                                         | «Школа свободы»                                                         | 自由学校                                     | Jiyû gakkô                                   | School of Freedom                                 | Син Сабури, Миэко Такаминэ, Тикагэ Авасима, Кэйдзи Сада, Харуко Сугимура, Тисю Рю, Эйдзиро Тоно                   |
| 1952                                         | «Сегодня приема нет» («Закрыты на весь день»)                           | 本日休診                                     | Honjitsu kyûshin                             | Doctor's Day Off / No Consultations Today         | Эйдзиро Янаги, Рэнтаро Микуни, Тикагэ Авасима, Кодзи Цурута, Кэйко Киси, Кэйдзи Сада                              |
| 1952                                         | «Современный человек»                                                   | 現代人                                       | Gendai-jin                                   | The Moderns                                       | Рё Икэбэ, Исудзу Ямада, Со Ямамура, Юко Мотидзуки                                                                 |
| 1953                                         | «Вверх тормашками»                                                      | やつさもつさ                                 | Yassa mossa                                  | Topsy Turvy                                       | Тикагэ Авасима, Эйтаро Одзава, Кэйдзи Сада, Тиэко Хигасияма                                                       |
| 1954                                         | «Орден»                                                                 | 勲章                                         | Kunsho                                       | Medals                                            | Эйтаро Одзава, Кэйдзи Сада, Кёко Кагава, Эйдзиро Тоно, Харуко Сугимура                                            |
| 1955                                         | «Бронзовый Христос»                                                     | 青銅の基督                                   | Seido no Kirisuto                            | Christ in Bronze                                  | Эйдзи Окада, Осаму Такидзава, Кёко Кагава, Исудзу Ямада, Хитоми Нодзоэ                                            |
| 1956                                         | «Следы женских ног»                                                     | 女の足あと                                   | Onna no ashi ato                             | A Woman's Footsteps                               | Инэко Арима, Кэйко Авадзи, Кэйдзи Сада, Харуко Сугимура                                                           |
| 1957                                         | «Любитель справедливости»                                               | 正義派                                       | Seigiha                                      | The Righteous Ones                                | Ёсико Куга, Эйко Миёси, Кэйдзи Сада, Юко Мотидзуки, Юноскэ Ито                                                    |
| 1957                                         | «Посёлок безумных»                                                      | 気違い部落                                   | Kichigai buraku                              | The Unbalanced Wheel / Crazy Society              | Юносукэ Ито, Тикагэ Авасима, Хисая Морисигэ, Дзюндзабуро Бан                                                      |
| 1958                                         | «Время ведьм»                                                           | 悪女の季節                                   | Akujo no kisetsu                             | Season of Bad Women / Days of Evil Women          | Исудзу Ямада, Марико Окада, Эйдзиро Тоно, Юносукэ Ито, Кёко Кисида                                                |
| 1959                                         | «Туманная любовь»                                                       | 霧ある情事                                   | Kiri aru jyoji                               | Romance in the Fog                                | Марико Окада, Масахико Цугава, Итиро Сугаи, Дайсукэ Като                                                          |
| 1960-е годы                                  |                                                                         |                                              |                                              |                                                   | |
| 1960                                         | «Банан»                                                                 | バナナ                                       | Banana                                       | Banana                                            | Масахико Цугава, Марико Окада, Харуко Сугимура, Юносукэ Ито                                                       |
| 1961                                         | «Модзу»                                                                 | もず                                         | Mozu                                         | The Shrikes                                       | Инэко Арима, Тикагэ Авасима, Исудзу Ямада, Нобуко Отова                                                           |
| 1961                                         | «Хороший человек, хороший день»                                         | 好人好日                                     | Kojin kojitsu                                | A Good Man, a Good Day                            | Тисю Рю, Сима Ивасита, Тикагэ Авасима, Таниэ Китабаяси, Нобуко Отова                                              |
| 1962                                         | «Пьянящие небеса»                                                       | 酔っぱらい天国                               | Yopparai tengoku                             | Drunken Heaven                                    | Масахико Цугава, Тиэко Байсё, Тисю Рю, Инэко Арима, Дзюндзабуро Бан                                               |
| 1963                                         | «Крепость только для двоих»                                             | 二人だけの砦                                 | Futari dake no toride                        | Fortress for Only Two / The Rats among the Cats   | Дзёдзи Ай, Марико Окада, Рэнтаро Микуни, Тисю Рю, Тэцуро Тамба                                                    |
| 1964                                         | «Обнажённая девушка»                                                    | モンローのような女                           | Monro no youna onna                          | A Woman Like Monroe / Naked Girl                  | Акэми Мари, Кэйдзи Сада, Тисю Рю, Масахико Цугава                                                                 |
| 1965                                         | «Репы и морковки»                                                       | 大根と人参                                   | Daikon to ninjin                             | Radishes and Carrots / Mr. Radish and Mr. Carrot  | Марико Кага, Сима Ивасита, Миюки Кувано, Марико Окада, Тисю Рю, Нобуко Отова, Рё Икэбэ, Ёко Цукаса, Инэко Арима   |
| 1966                                         | «Прощальная песня»                                                      | 喜劇 仰げば尊し                              | Aogeba tôtoshi                               | Graduation Song                                   | Хисая Морисигэ, Акико Номура, Исао Кимура, Такахиро Тамура                                                        |